# Список заслуженных мастеров спорта России по фехтованию
Звание «заслуженный мастер спорта России» учреждено в 1992 году; первым заслуженным мастером спорта России по фехтованию стал в 1993 году ветеран советского фехтования Виктор Модзолевский.

## Критерии присвоения
Положение о звании (и ныне действующее, и прежние) автоматически гарантирует присвоение звания за призовое место на Олимпийских играх в любом виде или победу на чемпионате мира в личной олимпийской дисциплине; в остальных случаях звание может быть присвоено по сумме достижений.
Согласно действовавшим по 2006 год положениям о звании, чемпионам мира в командной олимпийской дисциплине звание также присваивалось и без дополнительных достижений; с 2007 года чемпионам мира в командных соревнованиях звание присваивается по совокупности с другими достижениями. На начало 2020 года звание из закончивших спортивную карьеру чемпионов мира в командном первенстве не была удостоена звания Маргарита Жукова (сабля, 2002), не добившаяся каких-либо других достижений, учитываемых при присвоении звания.
До середины 2000-х годов звание было присвоено ряду ветеранов фехтования, все достижения которых пришлись на советский период (в списке отмечены **).

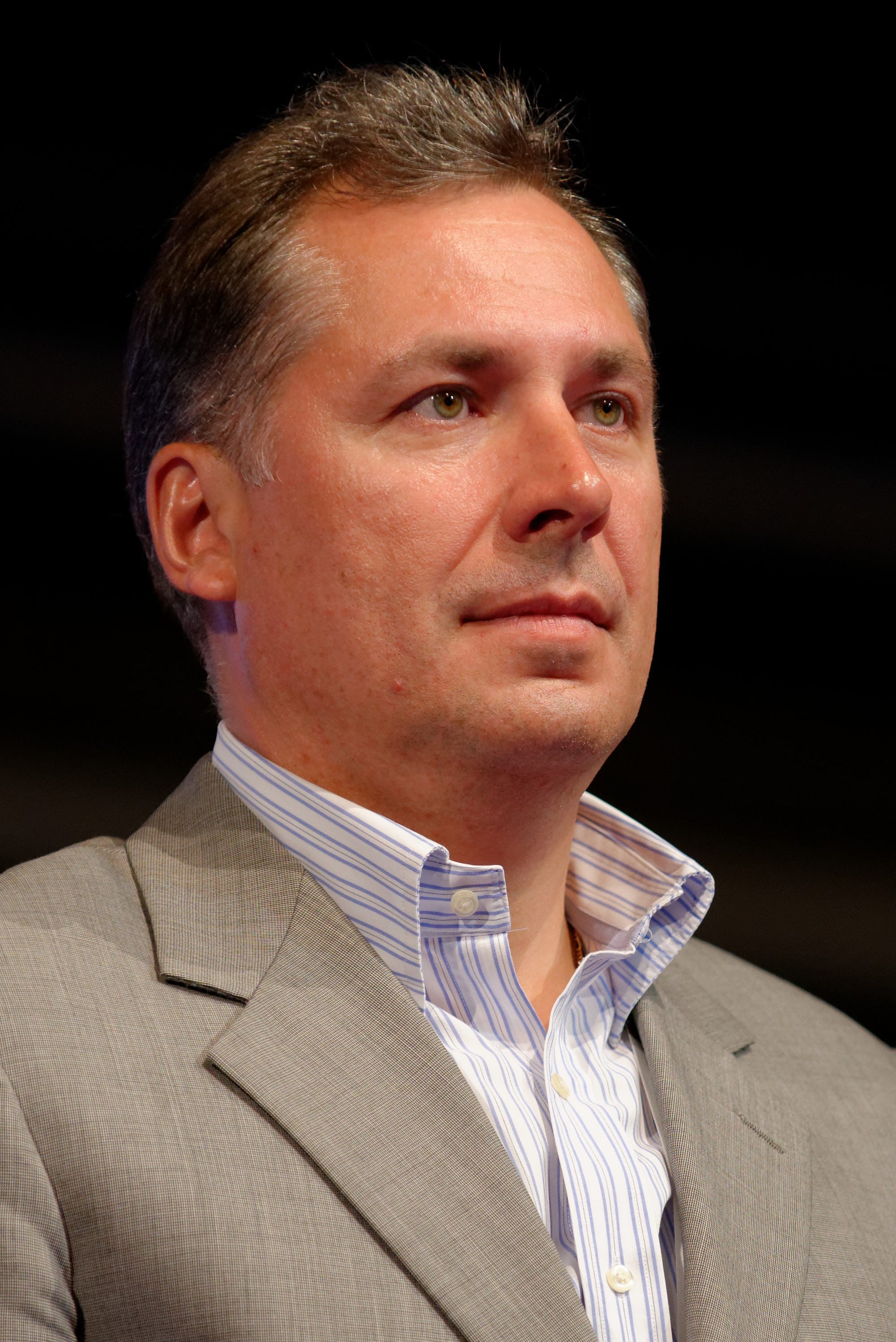
Станислав Поздняков — единственный в фехтовании ЗМС СССР и России.
Фото 2013 года

## Присвоение звания заслуженным мастерам спорта СССР
Из спортсменов, имевших звание «заслуженный мастер спорта СССР», звание «заслуженный мастер спорта России» было присвоено только двоим: Станиславу Позднякову после двойной победы на Олимпийских играх 1996 года и Валерию Захаревичу, получившему звание ЗМС СССР за достижения в составе Объединённой команды в качестве представителя Узбекистана (за Россию он стал выступать с 1994 года). Звание не было присвоено, несмотря на соответствующие достижения в составе сборной России, заслуженным мастерам спорта СССР:
- Кириенко, Григорий Анатольевич (1965) — ЗМС СССР (1989) — чемпион мира 1993, 1995 в личных соревнованиях, олимпийский чемпион 1996, чемпион мира 1994 в командных соревнованиях (сабля).
- Колобков, Павел Анатольевич (1969) — ЗМС СССР (1992) — олимпийский чемпион 2000, чемпион мира 1993, 1994, 2002, 2005, бронзовый призёр ОИ 2004 в личных соревнованиях, чемпион мира 2003, серебряный призёр ОИ 1996 в командных соревнованиях (шпага).
- Ширшов, Александр Сергеевич (1972) — ЗМС СССР (1992) — чемпион мира 1994 в командных соревнованиях (сабля).
- Мамедов, Ильгар Яшар оглы (1965) — ЗМС СССР (1988) — олимпийский чемпион 1996 в командных соревнованиях (рапира).

## Список
В списке у каждого ЗМС указываются:

 год рождения (или годы жизни);

 место жительства (субъект федерации) на момент присвоения звания;

 основные достижения на международной арене на момент присвоения звания. 

### 1993
1 июля
- Модзолевский, Виктор Игоревич (1943—2011; Воронежская обл.)** — чемпион мира 1967, серебряный призёр ОИ 1968, бронзовый призёр ОИ 1972 в командных соревнованиях (шпага).

### 1996
29 февраля
- Шевченко, Дмитрий Степанович (1967; Москва) — чемпион мира 1995, Европы 1994 в личных соревнованиях (рапира)[прим 3].

30 июля
За успехи на Олимпийских играх 1996 года звание присвоено:
- Азнавурян, Карина Борисовна (1974; Москва) — бронзовый призёр ОИ 1996 в командных соревнованиях (шпага).
- Бекетов, Александр Владимирович (1970; Московская обл.) — олимпийский чемпион 1996 в личных соревнованиях, серебряный призёр в командных соревнованиях (шпага).
- Гараева, Юлия Равильевна (1968; Москва) — бронзовый призёр ОИ 1996 в командных соревнованиях (шпага).
- Захаревич, Валерий Владимирович (1967; Самарская обл.) — ЗМС СССР (1992) — серебряный призёр ОИ 1996 в командных соревнованиях (шпага).[прим 3]
- Мазина, Мария Валерьевна (1964; Москва) — бронзовый призёр ОИ 1996 в командных соревнованиях (шпага).
- Павлович, Владислав Юрьевич (1971; Москва) — олимпийский чемпион 1996 в командных соревнованиях (рапира).
- Поздняков, Станислав Алексеевич (1973; Новосибирская обл.) — ЗМС СССР (1992) — олимпийский чемпион 1996 в личных и командных соревнованиях (сабля).[прим 3]
- Шариков, Сергей Александрович (1974—2015; Москва) — олимпийский чемпион 1996 в командных соревнованиях, серебряный призёр в личных соревнованиях (сабля).

### 2000
23 августа
- Денисов, Владимир Геннадьевич (1947; Нижегородская обл.)** — чемпион мира 1973, 1974, серебряный призёр ОИ 1972 в командных соревнованиях (рапира).

2 октября
За успехи на Олимпийских играх 2000 года звание присвоено:
- Ермакова, Оксана Ивановна (1973; Москва) — олимпийская чемпионка 2000 в командных соревнованиях (шпага)[прим 4].
- Логунова, Татьяна Юрьевна (1980; Москва) — олимпийская чемпионка 2000 в командных соревнованиях (шпага).
- Фросин, Алексей Михайлович (1978; Москва) — олимпийский чемпион 2000 в командных соревнованиях (сабля).

### 2002
21 марта
- Фахрутдинова, Татьяна Рудольфовна (1969; Москва) — чемпионка мира 2001 в командных соревнованиях, 3-кратный серебряный призёр ЧЕ 1999 и 2001 (шпага).

…
- Дьяченко, Алексей Владимирович (1978; Москва) — чемпион мира и Европы 2001, 2002 в командных соревнованиях (сабля).
- Бойко, Светлана Анатольевна (1972; Ростовская обл.) — чемпионка мира 2002 в личных и командных соревнованиях, Европы 1998, 2000 в командных соревнованиях, серебряный призёр ЧМ 1998, бронзовый призёр ЧМ 1999, ЧЕ 2002 в личных соревнованиях (рапира).
- Юшева, Екатерина Петровна (1973; Ростовская обл.) — чемпионка мира 2002, Европы 1998, 2000 в командных соревнованиях, серебряный призёр ЧМ 2002, бронзовый призёр ЧЕ 2000 в личных соревнованиях (рапира).

### 2003
27 февраля
- Никишина, Виктория Александровна (1984; Москва) — чемпионка мира 2002 в командных соревнованиях (рапира).

Впервые звание удостоены женщины-саблистки — первые российские чемпионки мира и Европы в этой дисциплине:
- Баженова, Ирина Викторовна (1978; Москва) — чемпионка мира 2001, 2002, Европы 2000, 2002 в командных соревнованиях, бронзовый призёр ЧЕ 2002 в личных соревнованиях (сабля).
- Горст, Елизавета Владимировна (1981; Москва) — чемпионка мира 2001, Европы 2000, 2002 в командных соревнованиях (сабля).
- Нечаева, Елена Александровна (1979; Санкт-Петербург) — чемпионка мира 2001, 2002, Европы 2000, 2002 в командных соревнованиях, чемпионка Европы 2001, серебряный призёр ЧЕ 2000, 2002, бронзовый призёр ЧМ 2002 в личных соревнованиях (сабля).
- Макеева, Наталья Александровна (1979; Московская обл.) — чемпионка мира 2001, 2002, Европы 2000, 2002 в командных соревнованиях, бронзовый призёр ЧЕ 1999 в личных соревнованиях (сабля).

4 апреля
- Исмаилов, Хусейн Бурханович (1957; Москва)** — чемпион мира 1977, 1983 в командных соревнованиях (сабля).
- Можаев, Александр Валентинович (1958; Москва)** — чемпион мира 1979, 1981, бронзовый призёр ОИ 1980 в командных соревнованиях, серебряный призёр ЧМ 1981 в личных соревнованиях.
- Лукьянченко, Валерий Васильевич (1942; Москва)** — чемпион мира 1970 в командных соревнованиях, серебряный призёр в личных соревнованиях (рапира).
- Любецкая, Татьяна Львовна (1941; Москва)** — чемпионка мира 1961 в командных соревнованиях (рапира).

24 апреля
- Сивкова, Анна Витальевна (1982; Москва) — чемпионка мира 2001 в командных соревнованиях (шпага).
- Лобынцева, Ольга Васильевна (1977; Курская обл.) — чемпионка мира 2002 в командных соревнованиях (рапира).

28 августа
- Арская (Иванова), Надежда Александровна (1945; Москва)** — чемпионка мира 1971 в командных соревнованиях (рапира).

25 декабря
- Шевелев, Александр Сергеевич (1936; Воронежская обл.)** — чемпион мира 1961 в командных соревнованиях (рапира).

…
- Кочетков, Сергей Викторович (1973; Москва) — чемпион мира 2003 в командных соревнованиях (шпага).

### 2004
4 марта
- Турчин, Игорь Вячеславович (1982; Саратовская обл.) — чемпион мира 2003 в командных соревнованиях (шпага).

… августа
За успехи на Олимпийских играх 2004 года звание присвоено:
- Ганеев, Реналь Рамилевич (1985; Республика Башкортостан) — бронзовый призёр ОИ 2004; также: чемпион Европы 2004 в командных соревнованиях (рапира).
- Молчан, Юрий Сергеевич (1983; Санкт-Петербург) — бронзовый призёр ОИ 2004; также: чемпион Европы 2004 в командных соревнованиях (рапира).
- Насибуллин, Руслан Рафикович (1981; Республика Башкортостан) — бронзовый призёр ОИ 2004; также: чемпион Европы 2004 в командных соревнованиях (рапира).
- Поздняков, Вячеслав Владимирович (1978; Московская обл.) — бронзовый призёр ОИ; также: чемпион Европы 2004 в командных соревнованиях (рапира).
- Якименко, Алексей Андреевич (1983; Москва) — бронзовый призёр ОИ 2004; также: чемпион мира 2003 в командных соревнованиях (сабля).

… декабря
- Соболева, Марина Михайловна (1961; Москва)** — чемпионка мира 1981 и 1986 в командных соревнованиях (рапира).

### 2005
26 декабря
- Великая, Софья Александровна (1985; Москва) — чемпионка мира 2004, Европы 2003, 2004 в командных соревнованиях, серебряный призёр ЧМ и ЧЕ 2005 в личных и командных соревнованиях (сабля).
- Ермолаев, Алексей Владимирович (1975; Московская обл.) — чемпион мира 1994 в командных соревнованиях (сабля).
- Карагян, Ашот Акопович (1951; Москва)** — чемпион мира 1979, 1981, бронзовый призёр ОИ 1980 (шпага), серебряный призёр ОИ 1980 (рапира) в командных соревнованиях.
- Коряжкин, Сергей Владимирович (1960; Московская обл.)** — чемпион мира 1986—1987, 1989, серебряный призёр ОИ 1988 в командных соревнованиях (сабля).
- Селин, Алексей Валентинович (1979; Московская обл.) — чемпион мира 2003 в командных соревнованиях (шпага).

### 2006
- Федоркина, Екатерина Игоревна (1983; Московская обл.) — чемпионка мира 2004, Европы 2003—2005 в командных соревнованиях, чемпионка Европы 2005, серебряный призёр ЧЕ 2004 в личных соревнованиях (сабля).
- Рузавина, Яна Николаевна (1982; Курская обл.) — чемпионка мира 2006 в командных соревнованиях (рапира).
- Шанаева, Аида Владимировна (1986; Москва) — чемпионка мира 2006 в командных соревнованиях (рапира).
- Хакимова, Юлия Ильдусовна (1983; Москва) — чемпионка мира 2006 в командных соревнованиях (рапира).

### 2008
За успехи на Олимпийских играх 2008 года звание присвоено:
- Ламонова, Евгения Алексеевна (1983; Курская обл.) — олимпийская чемпионка 2008 в командных соревнованиях; также: чемпионка Европы 2007 в личных соревнованиях (рапира).

### 2010
9 февраля
- Шутова, Любовь Андреевна (1983; Новосибирская обл.) — чемпионка мира 2009, бронзовый призёр ЧЕ 2002 в личных соревнованиях, чемпионка Европы 2005 в командных соревнованиях (шпага).

16 июля 2010
- Авдеев, Антон Алексеевич (1986; Московская обл.) — чемпион мира 2009, бронзовый призёр ЧЕ 2007 в личных соревнованиях (шпага).

21 декабря 2010
- Кормилицына, Светлана Анатольевна (1984; Московская обл.) — чемпионка Европы 2010 в личных соревнованиях, мира 2010, Европы 2004 в командных соревнованиях (сабля).
- Решетников, Вениамин Сергеевич (1986; Новосибирская обл.) — чемпионка Европы 2009, бронзовый призёр ЧМ 2010 в личных соревнованиях, чемпион мира 2010, Европы 2007 в командных соревнованиях (сабля).

### 2012
26 марта
- Быков, Павел Александрович (1982; Новосибирская обл.) — чемпион мира и обладатель КМ 2011 в командных соревнованиях (сабля).
- Гаврилова, Юлия Петровна (1989; Новосибирская обл.) — чемпионка мира 2010, 2011 в командных соревнованиях, бронзовый призёр ЧМ 2011 в личных соревнованиях (сабля).
- Галиакбарова, Дина Эдуардовна (1991; Санкт-Петербург) — чемпионка мира 2010, 2011 в командных соревнованиях (сабля).
- Дериглазова, Инна Васильевна (1990; Курская обл.) — чемпионка мира 2011, призёр ЧЕ 2010, 2011 в командных соревнованиях, бронзовый призёр ЧЕ 2010 в личных соревнованиях (рапира).
- Дьяченко, Екатерина Владимировна (1987; Санкт-Петербург) — чемпионка мира 2011, Европы 2006 в командных соревнованиях (сабля).
- Ковалёв, Николай Анатольевич (1986; Санкт-Петербург) — чемпион мира 2010, 2011, Европы 2007, 2008, обладатель КМ 2011 в командных соревнованиях (сабля).
- Коробейникова, Лариса Викторовна (1987; Ростовская обл.) — чемпионка мира 2011, призёр ЧМ 2009 и ЧЕ 2010, 2011 в командных соревнованиях (рапира).

20 августа
За успехи на Олимпийских играх 2012 года звание присвоено:
- Гафурзянова, Камилла Юсуфовна (1988; Республика Татарстан) — серебряный призёр ОИ 2012 в командных соревнованиях; также: серебряный призёр ЧЕ 2012 в личных соревнованиях (рапира).

### 2014
6 октября
- Зверева, Яна Александровна (1989; Москва) — чемпионка мира 2013, 2014, обладательница КМ 2014 в командных соревнованиях (шпага).
- Колобова, Виолетта Витальевна (1991; Москва) — чемпионка мира 2013, 2014, обладательница КМ 2014 в командных соревнованиях (шпага).

### 2015
3 июня
- Ибрагимов, Камиль Анварович (1993; Москва) — чемпион мира 2013, обладатель КМ 2013, 2014 в командных соревнованиях, бронзовый призёр ЧЕ 2014 в личных соревнованиях (сабля).
- Сухов, Павел Владиславович (1988; Самарская обл.) — чемпион Европы 2012, бронзовый призёр ЧМ 2013, ЧЕ 2010 в личных соревнованиях (шпага).
- Черемисинов, Алексей Борисович (1985; Москва) — чемпион мира 2014, Европы 2012, серебряный призёр ЧЕ 2013, бронзовый призёр ЧЕ 2011, КМ 2014 в личных соревнованиях (рапира).

20 июля
- Гудкова, Татьяна Михайловна (1993; Москва) — чемпионка мира, обладатель КМ 2014 в командных соревнованиях (шпага).

?
- Занин, Артём Евгеньевич (1986; Санкт-Петербург) — чемпион мира 2010, обладатель КМ 2011 в командных соревнованиях (сабля).

### 2016
11 апреля
- Ахматхузин, Артур Камилевич (1988; Московская обл.) — обладатель КМ 2015, серебряный призёр ЧМ 2015 в командных соревнованиях, серебряный призёр ЧМ 2013, бронзовый призёр ЧМ 2015, КМ 2013 в личных соревнованиях (рапира).
- Егорян, Яна Карапетовна (1993; Московская обл.) — чемпионка мира 2015, Европы 2013—2015, обладательница КМ 2015 в командных соревнованиях (сабля).
- Ригин, Дмитрий Васильевич (1985; Санкт-Петербург) — обладатель КМ 2015, серебряный призёр ЧМ 2015 в командных соревнованиях (рапира).

За успехи на Олимпийских играх 2016 года звание присвоено:
8 августа
- Сафин, Тимур Марселевич (1992; Республика Башкортостан) — бронзовый призёр ОИ 2016 в личных соревнованиях; также: чемпион Европы 2016 в личных и командных соревнованиях, бронзовый призёр КМ 2014 в личных соревнованиях (рапира)[прим 5].

12 августа
- Кочнева, Ольга Александровна (1988; Москва) — бронзовый призёр ОИ 2016 в командных соревнованиях (шпага).

### 2017
21 декабря
- Жеребченко, Дмитрий Анатольевич (1989; Московская обл.) — чемпион мира 2017 в личных соревнованиях (рапира).
- Ходос, Сергей Викторович (1986; Московская обл.) — чемпион Европы 2017 в командных соревнованиях, бронзовый призёр ЧЕ 2017 в личных соревнованиях, ЧМ 2017, ЧЕ 2011, 2014 в командных соревнованиях (шпага)[прим 6].

### 2018
27 февраля
- Загидуллина, Аделина Рустемовна (1993; Республика Башкортостан) — чемпионка мира и Европы, обладательница КМ 2016, призёр ЧМ и ЧЕ 2017 в командных соревнованиям (рапира).

28 ноября
- Позднякова, София Станиславовна (1997; Новосибирская обл.) — чемпионка мира 2018 в личных соревнованиях, чемпионка Европы 2018 в командных соревнованиях (сабля).

### 2019
15 января
- Бида Сергей Олегович (1993; Москва) — чемпион Европы 2017, 2018, бронзовый призёр ЧМ 2018, ЧЕ 2014 в командных соревнованиях (шпага).

20 ноября
- Глазков, Никита Юрьевич (1992; Москва) — чемпион Европы 2017—2019, бронзовый призёр ЧМ 2017, 2018 в командных соревнованиях (шпага).

4 декабря
- Иванова, Анастасия Андреевна (1990; Республика Башкортостан) — чемпионка мира и Европы 2019, серебряный призёр ЧЕ 2018, бронзовый призёр ЧМ 2017 в командных соревнованиях (рапира).

### 2020
3 марта
- Никитина, Ольга Алексеевна (1998; Москва) — чемпионка мира и Европы 2019 в командных соревнованиях (сабля).

### 2021
За успехи на Олимпийских играх звание присвоено:
30 июля
- Мартьянова, Марта Валерьевна (1998; Республика Татарстан) — олимпийская чемпионка ОИ-2020; также: серебряный призёр ЧЕ 2017, 2018 в командных соревнованиях (рапира).

4 августа
- Бородачёв, Антон Викторович (2000; Самарская обл.),
- Бородачёв, Кирилл Викторович (2000; Самарская обл.),
- Мыльников, Владислав Валерьевич (2000; Курская обл.) 
 — серебряные призёры ОИ-2020 в командных соревнованиях (рапира).